# Vittorio Bonicelli
Vittorio Bonicelli (San Valentino in Abruzzo Citeriore, 28 aprile 1919 – Roma, 26 luglio 1994) è stato uno sceneggiatore e critico cinematografico italiano.

## Biografia
Nasce in Abruzzo, ma trascorre l'infanzia e la giovinezza con i genitori a Cesena. Dopo essersi laureato in Giurisprudenza si trasferisce a Milano dove inizia a lavorare come critico teatrale e cinematografico dapprima all' Avanti!, e dal 1950 al settimanale Tempo dove rimane fino al 1960.
Si trasferisce a Roma, chiamato da Dino De Laurentiis a collaborare come sceneggiatore ad alcuni kolossal da lui prodotti. Nel 1972, insieme a Ugo Pirro, ottiene una nomination all'Oscar alla migliore sceneggiatura non originale per Il giardino dei Finzi Contini di Vittorio De Sica, mentre nel 1987 ha una candidatura ai Nastri d'argento per L'inchiesta di Damiano Damiani.
Come sceneggiatore i sodalizi più importanti li stringe - in opere scritte per la televisione - con Franco Rossi, Roberto Rossellini, Salvatore Nocita e Vittorio De Sisti. In due occasioni svolge anche il ruolo di produttore esecutivo. Il suo ultimo lavoro, A rischio d'amore diretto da Vittorio Nevano, sarà presentato in tv due anni dopo la sua morte, avvenuta a Roma nel 1994 a 75 anni.
Nel 1957 ha fatto parte della giuria della Mostra internazionale d'arte cinematografica di Venezia.

## Filmografia

### Sceneggiatore cinema
- Il paradiso dell'uomo, regia di Giuliano Tomei (1963)
- La Bibbia, regia di John Huston (1966)
- Barbarella, regia di Roger Vadim (1968)
- Giovinezza giovinezza, regia di Franco Rossi (1969)
- Waterloo, regia di Sergej Bondarchuk (1970)
- Il giardino dei Finzi Contini, regia di Vittorio De Sica (1970)
- Come una rosa al naso, regia di Franco Rossi (1976)
- L'inchiesta, regia di Damiano Damiani (1986)
- Una vita scellerata, regia di Giacomo Battiato (1990)

### Sceneggiatore televisivo
- L'Odissea, regia di Franco Rossi (1968) anche produttore esecutivo
- Atti degli apostoli, regia di Roberto Rossellini (1969) anche produttore esecutivo
- Eneide, regia di Franco Rossi (1971)
- Mosè, regia di Gianfranco De Bosio (1974)
- La commediante veneziana, regia di Salvatore Nocita (1979)
- Arabella, regia di Salvatore Nocita (1980)
- Le ali della colomba, regia di Gianluigi Calderone - miniserie TV (1981)
- Progetti di allegria, regia di Vittorio De Sisti (1982)
- Benedetta & Company, regia di Alfredo Angeli (1983)
- Un delitto, regia di Salvatore Nocita (1984)
- Un bambino di nome Gesù, regia di Franco Rossi (1987)
- Sei delitti per padre Brown, regia di Vittorio De Sisti (1988)
- Un bambino in fuga, regia di Mario Caiano (1989)
- Il colore della vittoria, regia di Vittorio De Sisti (1990)
- Carlo Magno (Charlemagne, le prince a cheval), regia di Clive Donner (1993)
- A rischio d'amore, regia di Vittorio Nevano (1994) proiettato postumo nel 1996

## Opere
- Principe in maschera nera, Il Ponte vecchio edizioni, Cesena (1997, romanzo postumo)